# Marcela Prieto
Marcela Elizabeth Prieto Castañeda (* 11. März 1992 in Aguascalientes) ist eine mexikanische Radrennfahrerin.

## Sportlicher Werdegang
Prieto praktizierte bis zum Alter von 20 Jahren Leichtathletik und Duathlon, bevor sie sich endgültig für den Radsport entschied. 2012 und 2013 betrieb sie zunächst Bahnradsport, wo sie einen Landesmeistertitel in der Mannschaftsverfolgung errang und Mexiko im Bahnrad-Weltcup 2012/13 vertrat.
Ab 2014 fuhr sie verstärkt Straßenrennen mit dem mexikanischen Team Estado de Mexico Faren, darunter auch im Giro Donne 2014, und wiederum 2015 mit der mexikanischen Nationalmannschaft. Auch 2016 war sie mit dem halbstaatlichen Team Conade-Visit Mexico bei Rennen in Europa am Start, darunter der Tour de l’Ardèche. Von 2017 bis 2019 fuhr sie ausschließlich auf dem amerikanischen Kontinent. 2018 wurde sie von Swapit-Agolico, einem mexikanischen UCI-Team, verpflichtet und konnte eine Reihe von Erfolgen feiern mit dem Gesamtsieg bei der Guatemala-Rundfahrt, einem Etappensieg bei der Kolumbien-Rundfahrt und dem Sieg beim costa-ricanischen Gran Premio Comite Olimpico Nacional. 2019 gewann sie überlegen mit zwei Etappensiegen die Costa-Rica-Rundfahrt.
Die Zwangspause und die Bewegungseinschränkungen durch die Corona-Pandemie führten zu einer Motivationskrise, infolge derer sie daran dachte, den Radsport aufzugeben. Sie motivierte sich neu mit dem Ziel, sich für die Olympischen Spiele 2024 zu qualifizieren. Obwohl sie mit dem Pato Bike BMC Team keiner UCI-registrierten Mannschaft angehörte und die Teilnahme an internationalen Rennen bisweilen kompliziert war, erzielte sie 2023 und 2024 neben einem Etappensieg in der US-amerikanischen Tour of the Gila eine Reihe von Podiums und Top-Ten-Platzierungen.
Als beste mexikanische Fahrerin in der UCI-Weltrangliste 2023 wurde sie von ihrem Verband für das olympische Straßenrennen 2024 nominiert. Sie war zuvor noch nie für Weltmeisterschaften oder Panamerika-Meisterschaften nominiert worden; 2023 war sie allerdings bei den Zentralamerika- und Karibikspielen sowie den Panamerika-Spielen angetreten und jeweils unter den ersten Zehn gelandet. Bei mexikanischen Meisterschaften waren ihre besten Resultate zwei dritte Plätze im Straßenrennen (2015, 2017).

## Erfolge
2012
 Mexikanische Meisterin – Mannschaftsverfolgung (mit Mayra Rocha und Ruth Prado)
2018
Gesamtwertung und eine Etappe Vuelta Femenina a Guatemala
eine Etappe Vuelta a Colombia Femenina
Gran Premio Comite Olimpico Nacional
2019
Gesamtwertung und zwei Etappen Vuelta Tica Internacional
2023
eine Etappe Tour of the Gila